# معركة كونيرسدورف
معركة كونيرسدورف هي معركة وقعت بين الجيشين الروسي والبروسي ضمن سلسلة العمليات العسكرية التي قام بها التحالف النمساوي الفرنسي الروسي ضد التحالف البريطاني البروسي في إطار حرب السنوات السبع. جرت المعركة في 12\أغسطس\1759 على بعد ستين ميلاً من العاصمة البروسية برلين, وتعتبر واحدة من أكبر معارك حرب السنوات السبع، حيث التقى جيش روسي مكون من 68 ألف جندي يقودهم الجنرال ألكسندر سالتيكوف بالجيش البروسي المكون من 48 ألف جندي تحت قيادة الملك البروسي فردريك العظيم، في الوقت الذي زحف فيه الروس إلى برلين لإنهاء الحرب، بينما كان فردريك قد بلغ أقصى درجات تحمله مع نفاد إمكانياته البشرية والمادية التي أنهكتها الحملات من ثلاث قوى عظمى من الشرق والجنوب والغرب، وكان يحاول يائساً الدفاع عن عاصمته، لكنه تكبد هزيمة ثقيلة بخسارته لعشرين ألفاً ما بين قتيل وأسير، وإضطر للهرب بعد إدراكه أن الإستمرار في القتال لا فائدة منه وتوسل قادته وضباطه إليه لينجو بنفسه، بعد أن أبدى شجاعة منقطعة النظير في القتال، حتى أن ثلاثة احصنة تحته اصيبت بطلقات نارية، وكاد هو نفسه أن يُقتل لولا أن علبة ذهبية كان يحتفظ بها في جيب الصدر أنقذته.

## المعركة
كانت المعركة صعبة جداً على الطرفين، والروس بدورهم تكبدوا خسائر فادحة وصلت إلى 15700 قتيل وجريح، وقد جرت المعركة في ظروف قاسية، فالروس كانوا يجدون صعوبة بالغة في إيجاد الطعام بعيداً عن بلدهم وفي أرض العدو، علاوة على أن خطوط إمداد الجيش أصبحت طويلة جداً, في حين كان البروسيون محبطين مع إستنفاد قواهم البشرية والمادية وياسهم من تحقيق النصر خصوصاً مع امتلاك أعدائهم احتياطيات هائلة، تفاصيل المعركة الدقيقة غير معروفة، لكن عموماً عانى البروسيون ضغطاً كبيراً بسبب التفوق العددي للروس، لدرجة أنهم أمضوا ستة ساعات من القتال الدامي دون أن تتاح لهم فرصة شرب الماء تحت الشمس الحارقة، وبدأ الذعر يدب في صفوفهم ويهربون مع نهاية اليوم لدرجة أن فردريك لم يعد يملك سوى 3000 مقاتل، وصار واضحاً أن بروسيا لا تستطيع الإستمرار في الحرب مدة طويلة، بالرغم من أن الجنود الهاربين عادوا في اليوم التالي إلى قائدهم خجلين من هربهم، ليس لشيء سوء لأنهم يريدون الطعام، وبعد المعركة قرر فردريك الصمود أمام الروس في الطريق بين كونيرسدورف وبرلين في آخر محاولة لحماية عاصمته، لكن الروس لم يتقدموا بسبب الصعوبات التي تم ذكرها علاوة على الخسائر الفادحة وإرهاق الروس، خصوصاً وأن الروس والفرنسيين على حد سواء كانوا يشعرون بأنهم يخوضون الحرب نيابة عن النمسا، وكان ذلك حقيقياً, لدرجة أن فرنسا ذات الموارد الهائلة أُصيبت بالإفلاس لكثرة المعونات التي قدمتها للنمسا، كل ذلك دفع سالتيكوف إلى التقهقر بدل التقدم وإنهاء الحرب لصالح روسيا، معتقداً أن دور النمساويين في القتال قد حان، وكان النمساويون قد أصيبوا هم أيضاً بالإرهاق فلم يتقدموا بإتجاه بروسيا، وفي ظل كل تلك الظروف، كانت الحرب قد إنتهت فعلياً في أوروباً مع بدأ المراسلات بين فرنسا وبروسيا لعقد السلام، بينما استمرت الحرب بين فرنسا وبريطانيا في البحار وفي أمريكا الشمالية.

## ما بعد لمعركة
وهكذا جرت الحرب على غير ما تشتهي النمسا، التي عجزت عن استرداد سيليزيا التي خسرتها لصالح فردريك خلال حرب الخلافة النمساوية, وعجزت روسيا عن سحق بروسيا، فقد كانت تأمل في إزاحة بروسيا من طريقها كعقبة تمنع توسعها في الغرب، بينما بينت الايام أن بريطانيا هي المستفيد الوحيد من الحرب بعد هزيمتها لفرنسا وانتزاع ممتلكاتها منها في الهند وأمريكا الشمالية، وأما الخاسر الأكبر فكان فرنسا التي خسرت مستعمراتها في كل أنحاء العالم لتنكمش من إمبراطورية هائلة إلى مملكة صغيرة وفقيرة مثقلة بالديون لحد لا يطاق، مما شكل أحد الأسباب المباشرة للثورة الفرنسية.